# Kędzierzyn-Koźle
Kędzierzyn-Koźle (udtale: [kɛɲˈd͡ʑɛʐɨn ˈkɔʑlɛ]  ( hør)  Schlesisk: Kandrzin-Koźle)   er en by  i  den  sydlige  del af  Voivodskabet Opole i det sydlige Polen.  Byen  har 56.931(2021) indbyggere og et areal på 123,42   km², og er  den  næststørste  by i voivodskabet.  Den er en del af   powiatet (amt) Kędzierzyn-Koźle.

## Geografi og økonomi
Kędzierzyn-Koźle ligger  i den historiske region Schlesien   ved sammenløbet af floden Oder og dens biflod Kłodnica. Den ligger ved  den nedre del af Gliwice-kanalen, og har  en stor flodhavn og jernbaneforbindelser til alle større byer i Polen. Byen er et vigtigt sted for kemisk industri, med adskillige fabrikker og et kraftværk i Blachownia Śląska. Zakłady Azotowe Kędzierzyn, et datterselskab af Grupa Azoty beliggende i Kędzierzyn, er en af de største kemiske fabrikker i Polen. 

## Historie
Det historiske centrum er distriktet Koźle (Cosel) på  Oders venstre bred. Distrikterne til højre for floden, hvor industribebyggelser opstod fra småbyer i 1800-tallet, udviklede sig også til byer i anden halvdel af 1900-tallet.
Sławięcice-distriktet dannede tidligere et distrikt, som omfattede de store skovområder mellem Oder og Klodnitz.
I nutidens distrikt Blachownia Śląska blev der fra 1940 bygget enorme anlæg til kulforædling af Oberschlesischen Hydrierwerke AG og samtidig i distriktet Kędzierzyn Hydrierwerke Heydebreck af IG Colors. Begge virksomheder fik arbejdskraft fra Blechhammer arbejdslejr og Blechhammer koncentrationslejr. I 1944 var der adskillige luftangreb på fabrikkerne, men de vigtigste faciliteter forblev ubeskadigede og blev fuldstændig demonteret af sovjetterne efter krigen.
Kędzierzyn-Koźle blev dannet i 1975 gennem foreningen af byerne Koźle (Cosel), Kędzierzyn (Kandrzin), Kłodnica (Klodnitz) og Sławięcice (Slawentzitz).